# Pollina (concime)
La pollina è un concime organico ottenuto dal riciclaggio per trattamento industriale delle deiezioni degli allevamenti avicoli. Per le sue caratteristiche chimiche, funzionalmente si colloca in una posizione intermedia fra i fertilizzanti organici e i concimi chimici.

## Composizione
A differenza dei liquami degli allevamenti zootecnici, la pollina fresca è un materiale con umidità molto più bassa, pari al 30-40% nei broiler e il 65-70% nelle ovaiole contro un valore orientativo del 90% nei liquami bovini e suini. Il tenore in elementi nutritivi, riferito alla sostanza secca, si colloca a metà strada fra la composizione media del liquame bovino e di quello suino. In media è presente una quantità (in percentuale sul tal quale) del 3% in azoto, del 2% in anidride fosforica e del 1,5% in ossido di potassio, ma tali valori possono variare in funzione delle caratteristiche dell'allevamento (tipo di animale, alimentazione, uso di lettimi). 
L'aspetto differenziale di maggiore importanza è il tipo di azoto presente nella pollina: circa il 50% dell'azoto è infatti sotto forma di sali dell'acido urico e il 10% sotto forma di sali dell'ammoniaca (azoto ammoniacale). La percentuale di azoto organico è dunque molto più bassa di quella che si riscontra nei fertilizzanti organici ordinari.

## Aspetti agronomici
L'uso diretto della pollina in campo può avere effetti fitotossici, ma soprattutto si presenta problematico per l'incremento di salinità nel suolo subito dopo una somministrazione. L'elevato tenore in azoto di tipo minerale (ureico e ammoniacale) fa sì che questo materiale organico abbia più le prerogative di un concime che di un ammendante. Infatti la pollina è soggetta ad una veloce mineralizzazione che, in caso di cospicue somministrazioni, incrementa la concentrazione della soluzione circolante e, di conseguenza, la salinità del terreno.
L'uso della pollina in campo agronomico differisce quindi marcatamente da quello degli altri fertilizzanti organici e s'inquadra nelle seguenti linee generali:
- somministrazione a basse dosi, di poco superiori a quelle adottate in genere per una concimazione di fondo con concimi chimici;
- somministrazione a distanza relativamente breve dalla semina, orientativamente in corrispondenza delle lavorazioni complementari.

La somministrazione di basse dosi è una condizione necessaria per evitare pericolosi aumenti della salinità. Per i concimi a medio rapporto carbonio/azoto, come il letame o il sovescio di leguminose, non ci sono limiti tecnici se non sotto l'aspetto economico od operativo e possono essere somministrati anche diverse centinaia di quintali ad ettaro (q/ha). Il basso rapporto carbonio/azoto dei liquami consiglia il mantenimento delle dosi entro un massimo 50 q/ha di sostanza secca frazionate in più somministrazioni, per evitare accumuli di salinità e inquinamento delle falde. Per la pollina questi valori si riducono a 10-20 q/ha di sostanza secca , pari a 18-24 q di pollina essiccata.
La somministrazione a breve distanza dalla semina si fonda sul fatto che la pollina ha dinamiche, nel terreno, abbastanza vicine a quelle dell'urea: è infatti mineralizzata in tempi relativamente brevi, perciò la somministrazione in epoche precedenti predispone una considerevole parte dell'azoto alle perdite per lisciviazione. Va tuttavia precisato che eventuali distribuzioni non uniformi accentuano il rischio della salinità perciò in condizioni di difficile controllo si può ricorrere alla distribuzione in corrispondenza dell'aratura.

## Trattamento industriale
Il trattamento industriale della pollina è necessario per abbattere l'umidità e trasformare il prodotto in un formulato di facile manipolazione. L'essiccazione si attua per riscaldamento rapido ad alta temperatura o lento a bassa temperatura, allo scopo di portare l'umidità a valori dell'ordine del 10-15%. 
Con sentenza 1230/2013 il CdS ha stabilito che la pre-essiccazione della pollina mediante ventilazione forzata è un trattamento che non eccede la normale pratica industriale, e che quindi tale prassi rende possibile l'applicazione dell'articolo 184-bis del D.Lgs. 152/2006 e s.m.i. consentendo l'attribuzione della qualifica di sottoprodotto a tale materiale.
La pollina viene trattata per compostaggio in grandi impianti chiusi per evitare l'emissione di cattivi odori. La maturazione della pollina per via biologica richiede dai 6 agli 8 mesi.
La pollina viene inoltre confezionata in pellet in modo da facilitarne la distribuzione in campo: questo formulato può infatti essere utilizzato per la distribuzione con gli ordinari spandiconcimi centrifughi.